# Sminthuridia sphaeridioides
 (août 2019).
Genre
Espèce
Synonymes
- Sminthurides sphaeridioides Murphy, 1960

Sminthuridia sphaeridioides, unique représentant du genre Sminthuridia, est une espèce de collemboles de la famille des Sminthurididae.

## Distribution
Cette espèce est endémique de Gambie.

## Publications originales
- Murphy, 1960 : Collembola Symphypleona from the Gambia, with a note on the biogeography of some characteristic savannah forms. Proceedings of the Zoological Society of London, vol. 134, p. 557-594.
- Massoud & Betsch, 1972 : Étude sur les insectes collemboles. 2. Les caractères sexuels secondaires des antennes des Symphypleones. Revue d'Écologie et de Biologie du Sol, vol. 9, no 1, p. 55-97.